# Mario Petri
Mario Petri, nom artístic de Mario Pezzetta (Perusa, Úmbria, 21 de gener, 1922 – Città della Pieve, Úmbria,, 26 de gener, 1985), va ser un cantant (baix-baríton) i actor italià.

## Biografia
Fill d'un petit comerciant de carbó, va mostrar passió per la música de ben jove, començant a fer serenates per encàrrec. Posteriorment es va traslladar a Roma, on va ser introduït en l'estudi del cant pel mestre Mario Cusmic, que va descobrir la seva potent veu de baix.
Va debutar el 1947 i l'any següent va debutar a La Scala de Milà amb lOedipus Rex de Stravinski; en aquesta ocasió va assumir el nom artístic amb el qual és conegut. Va guanyar fama gràcies a la intuïció d'Herbert von Karajan, que el va presentar al gran públic l'any 1950, de nou a La Scala, com a protagonista de Don Giovanni.
Posteriorment va aparèixer a Roma, Florència, Nàpols, Verona i va participar en les celebracions radiofòniques del cinquantè aniversari de la mort de Verdi el 1951, interpretant I Lombardi alla prima crociata i Simon Boccanegra. A Florència l'any 1953 va formar part del repartiment de l'històric renaixement de Médée amb Maria Callas i també és important el Don Giovanni de la Rai el 1960, del qual la pel·lícula està disponible. A l'estranger estava present a Salzburg, Glyndebourne i Edimburg i, fora d'Europa, només a Dallas el 1965.
El repertori es va dedicar principalment a Mozart (Don Giovanni, Les noces de Fígaro), Rossini (L'italiana in Algeri, La Cenerentola, Semiramide, Mosè in Egitto), així com diversos títols de Verdi. Una destresa física tan important com la seva destresa vocal el va fer famós sobretot pel personatge de Don Giovanni, mentre que un altre dels papers pels quals se'l recorda més és Arkel a Pelléas et Mélisande (Debussy). Els papers de baríton inclouen Macbeth, The Marquis of Posa, Jack Rance.
A partir de la dècada de 1960 també va aparèixer com a actor de cinema en una sèrie de pel·lícules d'aventures de vestuari. Va morir als 63 anys arran d'un ictus.

## Vida privada
Es va casar amb una ballarina clàssica amb qui va tenir un fill i una filla, l'escriptora i traductora Romana Petri.

## Repertori
| Rol                              | Títol                          | Autor                  |
| -------------------------------- | ------------------------------ | ---------------------- |
| Barbablù                         | A kékszakállú herceg vára      | Bartók                 |
| Capellio                         | I Capuleti e i Montecchi       | Bellini                |
| Mefistofele                      | La Damnation de Faust          | Berlioz                |
| Simon Mago                       | Nerone                         | Boito                  |
| Tomskij                          | Píkovaia dama                  | Piotr Ilitx Txaikovski |
| Creonte                          | Médée                          | Cherubini              |
| Arkel                            | Pelléas et Mélisande           | Debussy                |
| Don Tritemio                     | Il filosofo di campagna        | Galuppi                |
| Mefistofele                      | Faust                          | Gounod                 |
| Tolomeo                          | Giulio Cesare                  | Händel                 |
| Donato                           | Maria Golovin                  | Menotti                |
| Seneca                           | L'incoronazione di Poppea      | Monteverdi             |
| Conte d'Almaviva                 | Les noces de Figaro            | Mozart                 |
| Don Giovanni                     | Don Giovanni                   | Mozart                 |
| Sarastro                         | La flauta màgica               | Mozart                 |
| Pimen                            | Borís Godunov                  | Mússorgski             |
| Ivan Chovanskij Fëdor Šaklovityj | Khovànsxina                    | Mússorgski             |
| Don Basilio                      | El barber de Sevilla           | Paisiello              |
| Agamennone                       | Clitennestra                   | Pizzetti               |
| Barone Scarpia                   | Tosca                          | Puccini                |
| Jack Rance                       | La fanciulla del West          | Puccini                |
| Edoardo Milfort                  | La cambiale di matrimonio      | Rossini                |
| Mustafà                          | L'italiana in Algeri           | Rossini                |
| Don Magnifico                    | La Cenerentola                 | Rossini                |
| Mosè                             | Mosè in Egitto                 | Rossini                |
| Idreno                           | Semiramide                     | Rossini                |
| Gran Sacerdote                   | La Vestale                     | Spontini               |
| Creonte                          | Oedipus Rex                    | Igor Stravinski        |
| Scalza                           | Boccaccio                      | Suppé                  |
| Pagano                           | I Lombardi alla prima crociata | Verdi                  |
| Francesco Moor                   | I masnadieri                   | Verdi                  |
| Macbeth                          | Macbeth                        | Verdi                  |
| Sparafucile                      | Rigoletto                      | Verdi                  |
| Jacopo Fiesco                    | Simon Boccanegra               | Verdi                  |
| Don Rodrigo di Posa              | Don Carlo                      | Verdi                  |
| Ramfis                           | Aïda                           | Verdi                  |
| Pistola                          | Falstaff                       | Verdi                  |

## Discografia

### Gravats d'estudi
- Simon Boccanegra, amb Paolo Silveri, Antonietta Stella, Carlo Bergonzi, Walter Monachesi, dir. Francesco Molinari Pradelli - Cetra 1951
- I Lombardi alla prima crociata, amb Maria Vitale, Gustavo Gallo, Miriam Pirazzini, dir. Manno Wolf Ferrari - Cetra 1951[2]
- L'italiana in Algeri, amb Giulietta Simionato, Cesare Valletti, Marcello Cortis, dir. Carlo Maria Giulini - EMI/Columbia 1954
- Il filosofo di campagna, amb Anna Moffo, Rolando Panerai, Elena Rizzieri, dir. Renato Fasano - HMV 1958
- El barber de Sevilla (Paisiello), amb Rolando Panerai, Graziella Sciutti, Nicola Monti, Renato Capecchi, dir. Renato Fasano - Ricordi 1959
- La cambiale di matrimonio, amb Renata Scotto, Rolando Panerai, Renato Capecchi, Nicola Monti, dir. Renato Fasano - Ricordi 1959
- Don Giovanni (DVD), amb Sesto Bruscantini, Teresa Stich-Randall, Leyla Gencer, Luigi Alva, Graziella Sciutti, dir. Francesco Molinari Pradelli - video-RAI 1960 ed. VAI/Opera D'Oro (només audio)

### Enregistraments en directe
- Médée, amb Maria Callas, Carlos Guichandut, Fedora Barbieri, Gabriella Tucci, dir. Vittorio Gui - Florència 1953 ed. Legato/IDIS
- La Gioconda, amb Anna De Cavalieri, Giuseppe Di Stefano, Aldo Protti, Fedora Barbieri, dir. Tullio Serafin - Nàpols 1953 ed. Opera Lovers
- La flauta màgica (Sarastro), amb Nicolai Gedda, Elisabeth Schwarzkopf, Giuseppe Taddei, Rita Streich, Alda Noni, dir. Herbert von Karajan RAI-Roma 1953 ed. Myto/Urania/Walhall
- Pelléas et Mélisande, amb Ernst Haefliger, Elisabeth Schwarzkopf, Michel Roux,  Graziella Sciutti, Christiane Gayraud, dir. Herbert von Karajan - RAI-Roma 1954 ed. Arkadia/Walhall
- L'incoronazione di Poppea, amb Oralia Domínguez, Rolando Panerai, Carlo Bergonzi, dir. Nino Sanzogno - RAI 1954 ed. Arkadia
- Les noces de Figaro, amb Rolando Panerai, Igmaar Seefried, Elisabeth Schwarzkopf, Sena Jurinac, dir. Herbert von Karajan - La Scala 1954 ed. Melodram/Myto/Walhall
- Aïda, amb Antonietta Stella, Franco Corelli, Fedora Barbieri, Anselmo Colzani, dir. Vittorio Gui - Nàpols 1955 ed. Bongiovanni/IDIS
- La fanciulla del West (Jack Rance; selez.), con Gigliola Frazzoni, Kennet Neate, dir. Alfredo Simonetto - RAI-Milano 1955 ed. Myto
- Nerone, amb Anna De Cavalieri, Mirto Picchi, Giangiacomo Guelfi, dir. Franco Capuana - Nàpols 1957 ed. Cetra/GOP/Opera D'Oro
- Don Giovanni (DVD), amb Sesto Bruscantini, Orietta Moscucci, Ilva Ligabue, Luigi Alva, Graziella Sciutti, dir. Nino Sanzogno - Nàpols 1958 ed. House of Opera
- Clitennestra, amb Clara Petrella, Luisa Malagrida, Raffaele Arié, Floriana Cavalli, Ruggero Bondino, dir. Gianandrea Gavazzeni,  La Scala 1965
- L'italiana in Algeri, amb Marilyn Horne, Pietro Bottazzo, Walter Monachesi, dir. Carlo Franci - Roma-RAI 1968 ed. Arkadia/Opera Italiana
- Semiramide, amb Joan Sutherland, Monica Sinclair, Ottavio Garaventa, Ferruccio Mazzoli, dir. Richard Bonynge - Roma-Rai 1968 ed. Nuova Era/Opera D'Oro
- Don Carlo (Rodrigo), amb Juan Oncina, Boris Christoff, Maria Candida, Mirella Parutto, dir. Carlo Franci - Venècia 1969 ed. Mondo Musica/Premiere Opera
- I masnadieri, amb Gastone Limarilli, Rita Orlandi Malaspina, Bonaldo Giaiotti, dir. Franco Mannino - Torí-RAI 1971 ed. Opera Lovers
- Macbeth (Macbeth), amb Gwyneth Jones, Aage Haugland, Franco Tagliavini, dir. Riccardo Muti - Florència 1975 ed. Lyric Distribution

## Filmografia
- La regina dei tartari, direcció de Sergio Grieco (1960)
- Drakut il vendicatore, direcció de Luigi Capuano (1961)
- La schiava di Roma, direcció de Sergio Grieco (1961)
- Capitani di ventura, direcció de Angelo Dorigo (1961)
- Ercole alla conquista di Atlantide, (Hèrcules a la conquesta de l'Atlàntida) direcció de Vittorio Cottafavi (1961)
- Giulio Cesare contro i pirati, direcció de Sergio Grieco (1962)
- L'ira di Achille, direcció de Marino Girolami (1962)
- Il capitano di ferro, direcció de Sergio Grieco (1962)
- Il colpo segreto di d'Artagnan, direcció de Siro Marcellini (1962)
- Il boia di Venezia, direcció de Luigi Capuano (1963)
- Il segno di Zorro (film 1963), direcció de Mario Caiano (1963)
- L'eroe di Babilonia, direcció de Siro Marcellini (1963)
- Totò contro il pirata nero]', direcció de Fernando Cerchio (1964)
- Sansone e il tesoro degli Incas, direcció de Piero Pierotti (1964)
- Sandokan alla riscossa, direcció de Luigi Capuano (1964)
- Sandokan contro il leopardo di Sarawak, direcció de Luigi Capuano (1964)
- Ercole contro i tiranni di Babilonia, direcció de Domenico Paolella (1964)
- Golia alla conquista di Bagdad, direcció de Domenico Paolella (1965)

## Actors de veu italians
- Glauco Onorato a Il boia di Venezia, L'eroe di Babilonia, Sandokan alla riscossa, Sandokan contro il leopardo di Sarawak
- Emilio Cigoli a Giulio Cesare contro i pirati, Ercole contro i tiranni di Babilonia
- Alberto Lupo a Drakut il vendicatore
- Adriano Micantoni a Hèrcules a la conquesta de l'Atlàntida
- Riccardo Mantoni a Sansone e il tesoro degli Incas
- Renato Turi a Golia alla conquista di Bagdad